# Andrea Rota
Andrea Rota   (Bolonya, 1553 (Gregorià) - Bolonya, juny 1597) va ser un compositor italià.

Gairebé no es coneix res de la vida de Rota. Després de treballar uns quants anys a Roma, va estar a Venècia, on el 1579 va publicar el seu primer llibre de madrigals per a cinc veus i, finalment, va tornar a Bolonya, on va ser nomenat mestre de capella de la Basílica de Sant Petroni el maig de 1583 pel cardenal Giacomo Boncompagni, que el va aclamar com: 
| « | <<" una persona molt fonamentada en la música...coneguda per ser bon compositor musical, com ara, pràctica en l'ensenyament, que havia ensenyat durant molts anys amb molta competència dels escolars">>. | » |

Per tant, podia disposar d'un gran cor format per 34 cantants, dels quals 20 purs cantors i 3 instrumentistes (un organista, un trombonista i un cornetista). El 1584 va publicar el Motectorum liber Primus (primer llibre de motets) i el 12 de desembre de 1594 el seu salari mensual va augmentar de 20 a 24 lires. L'any següent va rebre una quota de 80 lires per a la publicació de la seva Missarum liber primus (primer llibre de masses):... que dominen Andreas Rota magister que va fer magnituds de salms en diverses magnituds en el teatre de l'Església Sancti Petronij i el cor, també va fer i componen els títols de les mosses quasis cant in dies in ecclesia, i amb una satisfacció satisfactòria de les històries. Habere et uti tam in eclesia quam en other locis que seria honorable.
A la mort del compositor per dirigir el cor que es constituirà de: 30 cantants, dels quals 20 querubins, quatre trombons, un tocador de la corneta, 1 violinista i dues organistes: de fet, l'any abans, en 1596, va rebre l'ordre del constructor d'òrgans Baldassare Malamini la construcció d'un segon òrgue dins de la basílica.

## Anàlisi artística
Apreciat com a mestre de capella, va ser admirat com a compositor molts anys després de la seva mort, per exemple per Charles Burney, que va elogiar el seu domini contrapunt.

## Obres

### Música sagrada
- Motecte liber primus amb 5-8 veus (1584)
- Motectum liber secondus per a 5-8 veus i 10 veus (1595)
- Missarum liber primus (1595)
- 3 salms chori
- 4 misses: Missa brevis amb 4 veus, Misse de bello amb 6 veus, Missa en voz à Dieux amb 5 veus, Missa primer tons amb 6 veus
- 2 salms: Dixit Dominus per a 8 veus, Hodie Christus natus est per a 9 veus
- 11 magnificat a 8 i 12 veus
- i altres treballs menors d'aquest estil.

### Música secular
- El primer llibre de madrigals per a 5 veus (1579)
- El segon llibre de madrigals per a 5 veus (1589)
- El primer llibre de madrigals per a 4 veus (1592)
- i altres treballs menors del mateix estil.